# Mount Hush
Mount Hush ist ein 1400 m hoher, steiler und unvereister Berg im ostantarktischen Viktorialand. In der Saint Johns Range ist er über einen Bergsattel mit den zentralöstlichen Teil des Kuivinen Ridge verbunden. Der Berg erstreckt sich in ostnordöstlicher Richtung über eine Strecke von 1,5 km ins Ringer Valley zum Ringer-Gletscher.
Das Advisory Committee on Antarctic Names benannte ihn 2007 nach dem Ehepaar Michael Hush and Christine Hayslip Hush, die zwischen 1988 und 2007 im Rahmen des United States Antarctic Program als Mitglieder der Navy-Flugstaffel VXE-6 auf der McMurdo-Station und später für die Unternehmen Antarctic Support Associates und Raytheon Polar Services tätig waren.